# Seznam osobností vyznamenaných 28. října 2006
Seznam osobností, které prezident České republiky Václav Klaus vyznamenal nejvyššími státními vyznamenáními dne 28. října 2006.

## Řád Bílého lva

### I. třídy
- genmjr. v.v. Antonín Špaček

### II. třídy
- plk. Josef Bryks (in memoriam)

## Řád Tomáše Garrigua Masaryka

### I. třídy
- MUDr. Naděžda Kavalírová
- brig. gen. v.v. Miroslav Štandera

### II. třídy
- Matylda Čiháková
- kpt. Václav Kojzar (in memoriam)
- Mons. Michael Josef Pojezdný

### IV. třídy
- Mons. ThDr. Karel Skalický

## Medaile Za zásluhy

### I. stupně
- Josef Masopust
- Zdeněk Miler
- Kateřina Neumannová
- Miroslav Ondříček
- Boris Rösner (in memoriam)
- Doc. Mgr. Jindřich Štreit

### II. stupně
- Iva Janžurová
- Jiřina Jirásková

### III. stupně
- akad. mal. Jiří Anderle
- Prof. RNDr. Petr Hájek, DrSc.
- Milan Horvát
- Jan Klusák
- ak. mal. Vladimír Suchánek
- Ing. Vladimír Veselý, CSc.